# Марія Маєрова
Марі́я Ма́єрова (уроджена Марія Бартошова) (чеськ. Marie Majerová, нар. 1 лютого 1882, Увалі, поблизу Праги, — пом. 16 січня 1967, Прага) — чеська письменниця, журналістка, громадська діячка. Народний художник (діяч мистецтв) Чехословаччини (1947). Лауреат Державної премії імені К. Готвальда (1955).
Одна з основоположників чеської літератури соціалістичного реалізму.

## Життєпис
Рано втратила батька, виховувалася в родині профспілкового активіста в місті Кладно. З молодості пов'язана з робочим рухом. Працювала покоївкою в Будапешті, потім друкаркою в Празі й навчалася у вечірній школі. У 1904 вийшла заміж за журналіста Йозефа Стівіна і з ним переїхала до Відня, де вони стали працювати в соціал-демократичній газеті «Dělnické listy». З 1904 по 1906 — жила у Відні й там стала учасником робітничого руху. У 1906—1907 — слухала лекції в Сорбонні, потім повернулася на батьківщину.
Стала анархісткою. В 1908 році вступила до Соціал-демократичної партії. Після поділу соціал-демократичної партії в 1921 році стала однією із засновників КПЧ — Комуністичної партії Чехословаччини (Komunistická strana Československa — Czechosłowacka Partia Komunistyczna).
Входила до групи С. К. Неймана (1875—1947), одного із засновників КПЧ і творця пролетарської поезії Чехословаччини.
До 1928 працювала редактором друкованого органу КПЧ — комуністичної газети «Rudé právo». Співпрацювала з рядом чехословацьких газет і журналів («Ženské list», «Právo lidu», «Dělnický listý», «Čin»).
У 1929 році була виключена з КПЧ разом з рядом інших письменників-комуністів (Іван Ольбрахт, Владислав Ванчура, Ярослав Сейферт, Станіслав Костка Нейман, Гелена Малірова, Йозеф Гора) за «Маніфест семи» з критикою Готвальда, звинувачена в «ліквідаторському виступі семи письменників проти обраного на 5 з'їзді нового партійного керівництва і нової лінії КПЧ». У тому ж році тимчасово покинула країну.
За часу німецької окупації не могла публікуватися. Перебувала під наглядом поліції. Після війни повернулася до літературної роботи й журналістики.

## Творчість
Літературну діяльність розпочала в 1904. Авторка романів, збірок повістей та оповідань, книг нарисів, прози для дітей.
Основна тема творів — історія робочого і революційного руху в Чехії. Багато романів та оповідань присвячені проблемі звільнення жінки від сімейних, побутових та моральних догм і традицій буржуазного суспільства (роман «Невинність», 1907, оповідання «Страстоцвіти», 1920 і ін.). У романі «Найпрекрасніший світ» (перек. на російську 1929 р.) показаний образ жінки-соціалістки, яка бере участь в робітничому русі.
Маєрова — одна з кращих есеїсток Чехословаччини. Крім романів та оповідань, М. Маєрова написала ряд нарисів, зібраних в книгах: «Словаччиною», «Америка», «На другий день революції» і ін.
Бібліографія
Соціально-психологічна проза
- «Невинність» (1907) (екранізований в 1937 режисером О. Вавра),
- «Дочки землі» (1918),
- «З полів і гір» (1919),
- «Мученики» (1921),
- «Кращий зі світів» (1923),
- «Сирена» (1935),
- «Шахтарська балада» (1938)
- «Разом заради життя»

Книги для дітей
- Bruno, čili dobrodružství německého hocha na české vesnici) 1930),
- Robinsonka (1940),
- Zlatý pramen,
- Zázračná hodinka,
- Rudá vlčata,
- Čarovný svět,
- Veselá kniha zvířátek,
- Nespokojený králíček.

Репортажі та нариси
- Dojmy z Ameriky (1920),
- Africké vteřiny-život obyvatel Tuniska, Alžírska a Maroka / Maghrebu pod jhem francouzských kolonizátorů,
- Vítězný pochod-dojmy a okouzlení z návštěv SSSR od r. 1924
- Zpívající Čína

Роман Маєрової «Сирена», що оповідає про боротьбу гірників за свої права, був екранізований режисером Карелом Стекли й в 1947 році успішно демонструвався на 8-му Венеційському міжнародному кінофестивалі, отримавши Великий міжнародний приз Венеції.